# Альтанник вогнистоголовий
Альтанник вогнистоголовий (Sericulus ardens) — вид горобцеподібних птахів родини наметникових (Ptilonorhynchidae).

## Поширення
Ендемік Нової Гвінеї. Населяє південну частину острова від регентства Міміка до південних схилів Босаві. Мешкає у тропічних передгірних та рівнинних лісах і лісистих саванах.

## Опис
Птах невеликого розміру (25 см завдовжки, вагою 120—168 г) з пухнастим і масивним зовнішнім виглядом, округлою головою з коротким, конічним і тонким дзьобом з широкою основою, довгими великими крилами, коротким квадратним хвостом.
В оперенні помітний чіткий статевий диморфізм. У самиць верхня частина тіла коричнево-оливкового забарвлення, темнішого на крилах і хвості, нижня частина тіла яскраво-жовта. У самців червоно-помаранчева голова, спина і плечі, а решта оперення (горло, груди, живіт, гузка, підхвістя, крила) золотисто-жовте з помаранчевими відтінками, блідіше внизу живота, де набуває білуватих відтінків. Хвіст і краї крил чорні.
Дзьоб жовтявий з чорнуватим кінчиком, ноги також чорнуваті. Очі — у самиць темно-карі, у самців — жовті.

## Спосіб життя

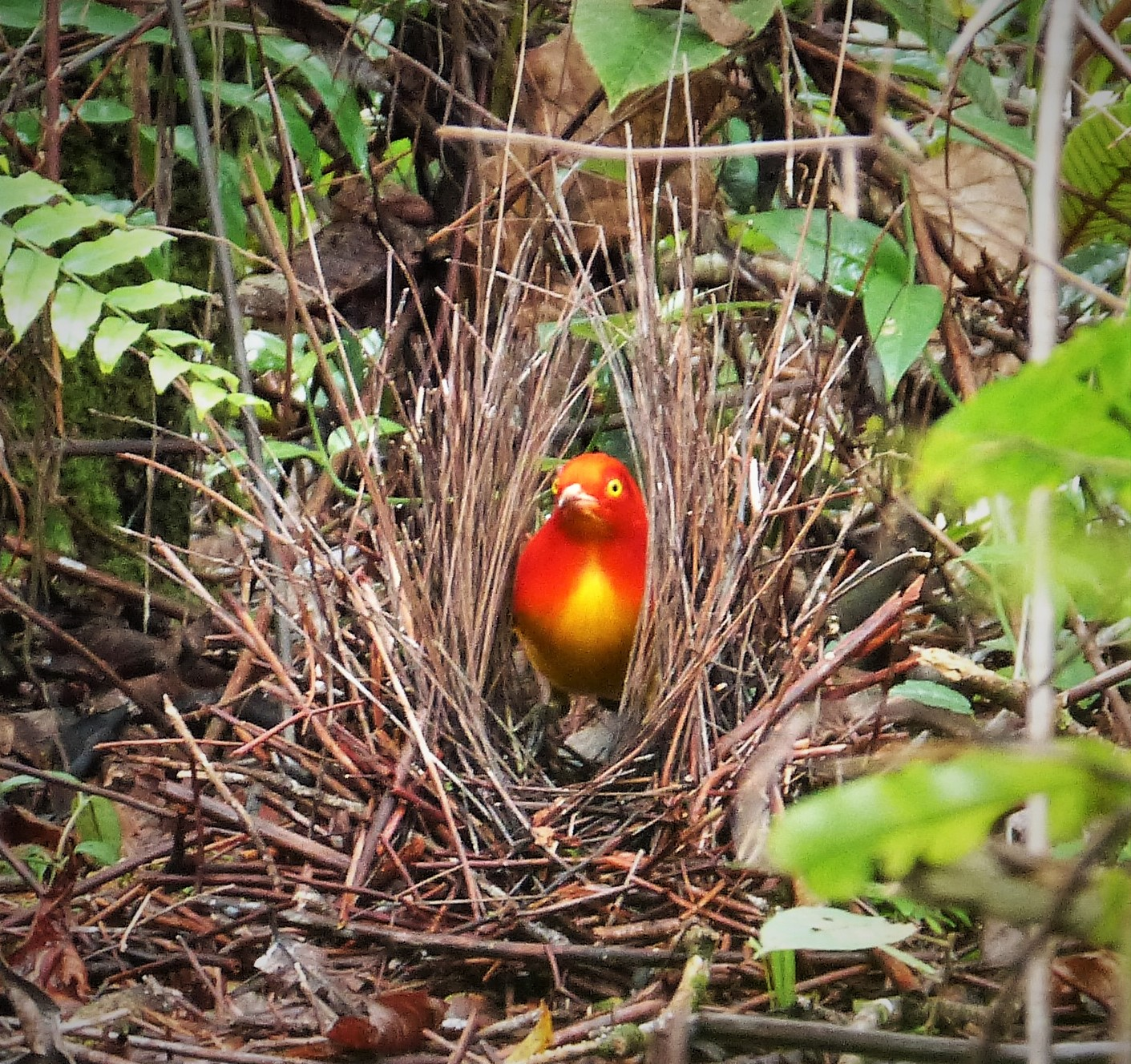
Самець у наметі

Трапляється поодинці або невеликими зграями. Всеїдний птах: раціон складається з фруктів та дрібних безхребетних.
Сезон розмноження триває з травня по листопад. Полігамний птах. Самці намагаються спаровуватися з якомога більшою кількістю самиць і не цікавляться долею свого потомства.
Самець будує шлюбну споруду у вигляді доріжки, будуючи два паралельних ряди гілок, висаджених вертикально в ґрунт. Територію, що оточує будівлю, самець ретельно очищає від гальки та сміття та прикрашає яскравими кольоровими предметами, такими як райдужні екзоскелети мертвих жуків, ягоди, черепашки та кістки. Після завершення будівництва самець сідає на гілку поруч, намагаючись привабити самицю за допомогою дзвінкого співу. Самиць він зустрічає своєрідним танком, скуйовджуючи пір'я та виконуючи синкоповані рухи. Якщо самиці сподобався побудований намет і танок самця, відбувається копуляція.
Після спаровування пара розходиться, самець повертається до приваблювання інших самиць, а самиця займається будівництвом гнізда. Гніздо це досить масивна чашоподібна конструкція, побудована шляхом плетіння рослинних волокон у дуплах або тріщинах дерева. У кладці 1-3 сіро-коричневих яєць. Інкубація триває близько двадцяти днів. Через три тижні після народження пташенята вилітають з гнізда, але залишаються з матір'ю ще деякий час.